# Fernand Osther
Ferdinand Osther (1988) is een Nederlandse golfprofessional.

## Amateur
Osther was lid van Golfclub Prise d'Eau.
In 2009 had Osther handicap +3 en speelde de European Men's Club Trophy op de Klassic Golf & Country Club in Turkije. Het Nederlandse team bestond uit Osther, Rob van de Vin en Laurens Jansen. Dat toernooi bestaat uit drie rondes, waarbij steeds de slechtste score afvalt. Drie dagen telden de score van Osther mee.
In 2010 werd Osther tweede bij het South of England Golf Championship met een score van 279.
 Eind augustus plaatste hij zich, samen met Robin Kind en Daan Huizing, via een kwalificatietoernooi over acht ronden op de banen van  Herkenbosch en Houthalen voor het team dat Nederland zal vertegenwoordigen op het Wereldkampioenschap.
 In september deed Osther mee op het KLM Open op de Hilversumsche Golf Club.

### Gewonnen
Onder meer:
- 2010: South of England Championship
- 2011: Nationaal Kampioenschap Matchplay

### Teams
- European Men's Club Trophy: 2009
- Eisenhower Trophy: 2010

## Professional
Osther werd 1 januari 2012 professional en speelt de EPD Tour. Bij de Gloria Classic werd hij 7de op de Old Course en 9de op de New Course. Bij de Sueno Dunes Classic werd hij ook gedeeld 9de. Na vier toernooien stond hij op 2 februari als beste Nederlander op de 13de plaats van de EPD Order of Merit.

In 2013 speelde hij weer op de EPD Tour, die werd omgedoopt in Pro Golf Tour. Hij behaalde vijf top-10 plaatsen, incl. een 2de plaats bij de Sueno Pines Classic en de Land Fleesensee Classic. Hij eindigde op de 8ste plaats van de PGT Order of Merit.

In 2014 won hij de NK Matchplay door Joost Steenkamer in de finale op de 19de hole te verslaan.

### Gewonnen
PGA Holland
- 2014: Nationaal Kampioenschap Matchplay op Geijsteren